# Battaglia di Dennewitz
La battaglia di Dennewitz fu combattuta il 6 settembre 1813 nei pressi del villaggio di Dennewitz in Germania, come parte degli eventi della guerra della sesta coalizione; lo scontro vide contrapporsi l'armata francese dei marescialli di Francia Ney e Oudinot alle truppe prussiane del generale Friedrich von Bülow, parte della più ampia armata alleata del principe ereditario di Svezia Carlo Giovanni.
In marcia per occupare Berlino, i francesi incapparono nelle truppe di Bülow dando il via a un combattimento molto duro con continui rivolgimenti di fronte; il pessimo rapporto tra i due marescialli francesi e la scarsa esperienza di troppi reparti minarono l'azione delle truppe napoleoniche, che furono infine poste in rotta subendo pesanti perdite.

## Antefatti
La vittoria riportata nella battaglia di Dresda il 27 agosto 1813 sembrò portare a una svolta la situazione militare delle forze francesi: dopo aver passato un mese a marciare e contromarciare tra la Sassonia e la Slesia, circondato su tre lati da altrettante armate di coalizzati, Napoleone era riuscito a infliggere una dura sconfitta all'armata del generale austriaco Karl Philipp Schwarzenberg obbligandola a ripiegare verso in sud in Boemia. Distaccate alcune forze per inseguire l'austriaco, l'imperatore considerò quindi una mossa contro gli altri due suoi avversari: a est, l'Armata della Slesia del generale prussiano Gebhard Leberecht von Blücher aveva riportato nella sanguinosa battaglia del Katzbach il 26 agosto una vittoria sui francesi del maresciallo Étienne Macdonald, le cui truppe iniziarono a disgregarsi mentre ripiegavano verso ovest; l'Armata del Nord guidata da Carlo Giovanni, principe ereditario di Svezia, era invece in movimento nella zona settentrionale del fronte a partire dall'area di Berlino, dopo aver respinto nella battaglia di Großbeeren il 23 agosto precedente un tentativo di catturare la capitale prussiana condotto dall'armata francese del maresciallo Nicolas Charles Oudinot.
Alla ricerca di un successo decisivo che potesse rinsaldare la sua presa sulla Germania e indurre discordia nel litigioso comando supremo alleato, Napoleone scelse di puntare a nord per battere l'armata svedese-prussiana di Carlo Giovanni, occupare Berlino (un obiettivo di scarsa importanza militare ma significativo sotto il profilo politico) e procedere poi in soccorso delle isolate guarnigioni francesi che ancora tenevano le fortezze di Küstrin e Stettino sul basso corso del fiume Oder; la situazione mutò tuttavia rapidamente quando, il 30 agosto, il corpo del generale Dominique Vandamme lanciato all'inseguimento dell'armata di Schwarzenberg finì a sua volta circondato e completamente annientato del corso della battaglia di Kulm, obbligando Napoleone a rientrare a Dresda per consolidare la situazione sul fronte sud con le sue riserve. Il disastroso ripiegamento di Macdonald dopo la sconfitta di Katzbach obbligò poi l'imperatore ad accorrere verso est per raggruppare le forze francesi che si opponevano a Blücher.
Benché i francesi fossero sotto pressione su due fronti, Napoleone non rinunciò alla sua idea di prendere Berlino: costituì quindi un'armata indipendente sotto il comando del maresciallo Michel Ney e la incaricò di prendere al più presto la capitale prussiana; ai resti delle forze del maresciallo Oudinot scampate alla sconfitta di Großbeeren, ripiegate a Wittenberg, fu ordinato di aggregarsi a Ney e di sottostare alle sue disposizioni.

## La battaglia

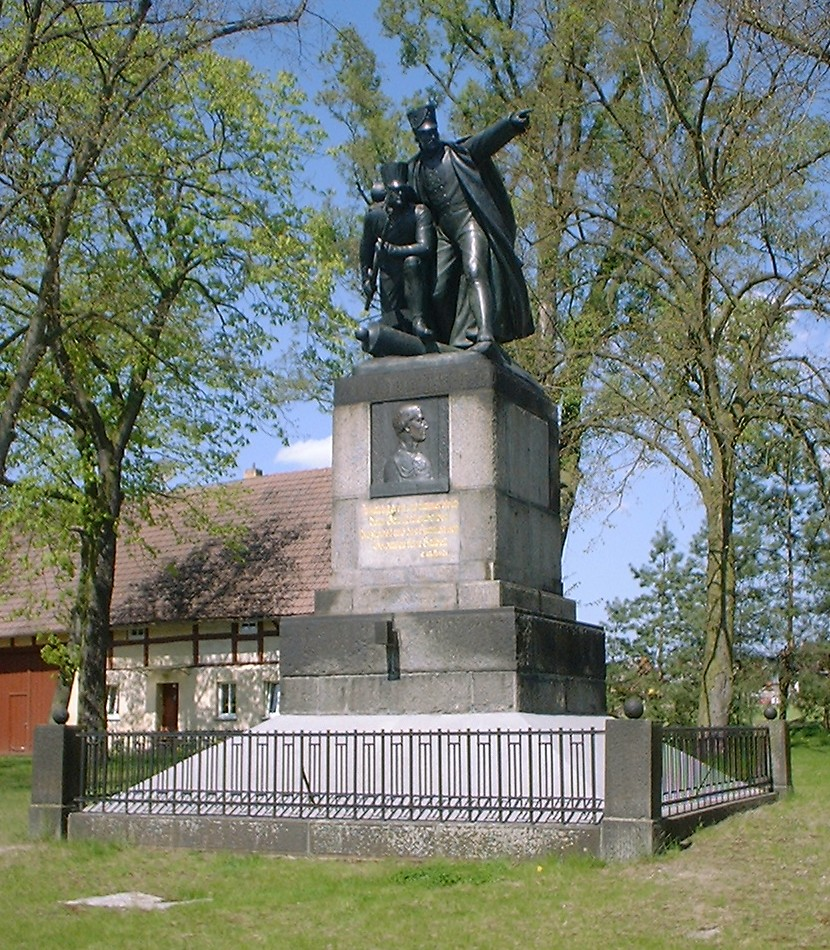
Il memoriale a Dennewitz dedicato al comandante prussiano Bülow

A partire dal 2 settembre il maresciallo Ney mosse verso nord con un'armata di circa 58 000 uomini, tra cui vari contingenti di stati alleati come Regno d'Italia, Regno di Baviera, Regno di Sassonia e Regno di Württemberg; dopo lo scontro di Großbeeren, l'Armata del Nord del principe Carlo Giovanni si era sparpagliata su un vasto fronte a sud di Berlino, e la mattina del 6 settembre le unità francesi di avanguardia incapparono in una formazione prussiana agli ordini del generale Bogislav von Tauentzien attestata nel villaggio di Dennewitz, 40 chilometri a sud-ovest di Berlino: le truppe di Tauentzien erano composte in massima parte da unità della milizia scarsamente addestrate e furono respinte dopo un breve scontro con la divisione italiana del generale Achille Fontanelli. Il tempo guadagnato dalla resistenza di Tauentzien, unito al fatto che l'armata di Ney stava avanzando lungo un'unica strada con conseguente intasamento di traffico, consentirono però al corpo prussiano del generale Friedrich Wilhelm von Bülow di accorrere sul luogo dello scontro e coprire la ritirata di Tauentzien con la cavalleria.
La battaglia riprese nel pomeriggio di quello stesso 6 settembre, e vide alcuni degli scontri più accesi di tutta la campagna. Ad aprire le ostilità fu il IV Corpo d'armata francese del generale Henri Gatien Bertrand, una formazione composita composta da una divisione francese, una del Württemberg e gli italiani di Fontanelli: la brigata prussiana del generale Thuemen fu ricacciata indietro dal forte fuoco di artiglieria scatenato dalla divisione francese del generale Charles Antoine Morand, che si spinse in avanti catturando due cannoni nemici; la brigata prussiana del principe Hesse-Homburg lanciò quindi un contrattacco e ributtò indietro Morand avanzando poi fino a una posizione sopra il villaggio di Niedergörsdorf, mentre Morand si attestava su una serie di alture più a sud con i fianchi protetti da un bosco e dall'abitato di Dennewitz. Sopraggiunse nel frattempo il VII Corpo d'armata del generale Jean Reynier, composto principalmente di truppe sassoni, il quale fu schierato a fianco di Morand tra i villaggi di Göhlsdorf a sinistra e Dennewitz a destra, obbligando Hesse-Homburg e la appena arrivata brigata prussiana del generale Krafft ad estendere la loro prima linea per fronteggiare questa minaccia: i sassoni di Reynier lanciarono un deciso attacco che portò alla conquista di Göhlsdorf, difeso dai prussiani di Krafft, ma furono infine bloccati con forti perdite dall'artiglieria nemica.

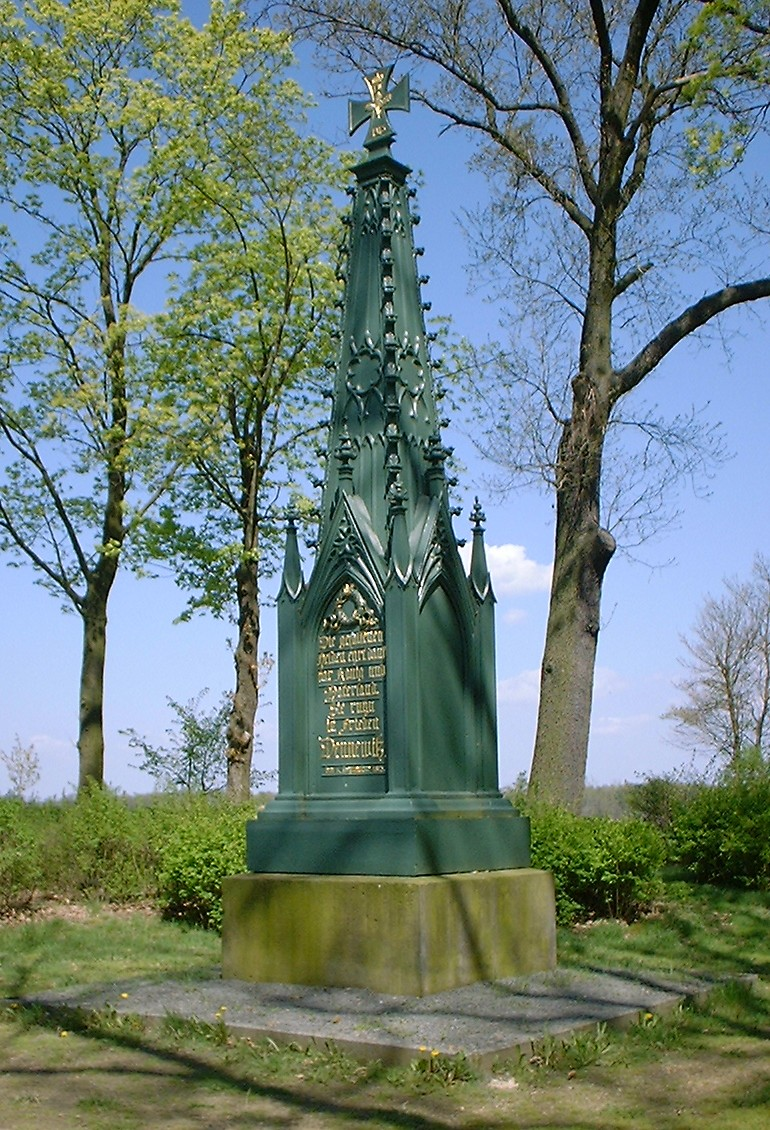
Il memoriale dedicato alla battaglia

Con i rinforzi svedesi e russi in arrivo da nord, Bülow decise di passare all'offensiva prima che altre truppe francesi avessero il tempo di raggiungere il campo di battaglia: con un forte appoggio di artiglieria (tra cui quello di alcune batterie svedesi appena sopraggiunte), le truppe prussiane riconquistarono il villaggio di Göhlsdorf ma nonostante l'entrata in campo dell'ultima brigata disponibile del corpo di Bülow, quella del generale Borstell, l'avanzata non riuscì a fare ulteriori progressi contro il corpo sassone di Reynier. Intorno alle 15:30 entrò in scena il XII Corpo d'armata del maresciallo Oudinot, con due divisioni francesi e una bavarese: queste truppe fresche furono subito lanciate al contrattacco, ributtando indietro la brigata di Borstell e riconquistando ancora una volta Göhlsdorf. Il corpo di Bülow si trovava in una situazione critica, senza più riserve e con le truppe esauste, ma il maresciallo Ney non colse l'occasione e invece di continuare il contrattacco ordinò a Oudinot di spostare le sue truppe verso il villaggio di Rohrbeck, vicino Niedergörsdorf, dove l'ala destra dell'armata francese era sotto pressione per gli attacchi delle brigate prussiane di Hesse-Homburg e Thuemen; Oudinot eseguì l'ordine senza nulla obiettare, nonostante Reynier chiedesse con insistenza rinforzi per alleggerire la pressione sui suoi spossati reparti sassoni.
Bülow attaccò di nuovo lungo tutto il fronte: sull'ala sinistra francese i sassoni di Reynier furono respinti e i prussiani riconquistarono definitivamente il villaggio di Göhlsdorf, mentre sull'ala destra il Corpo d'armata di Bertrand dovette cedere diverse posizioni davanti Rohrbeck sotto gli attacchi di Hesse-Homburg e Thuemen; i prussiani erano a corto di munizioni, ma alcune batterie di artiglieria russe appena giunte sul campo di battaglia scatenarono un pesante bombardamento sull'abitato di Dennewitz che decimò la divisione del Württemberg che lo presidiava. Verso le 17:00 la battaglia volse al termine: l'arrivo dei rinforzi alleati (il corpo svedese del generale Curt von Stedingk e alcuni reparti russi) convinse infine Reynier a ordinare il ripiegamento del decimato corpo sassone verso Oehna, una ritirata che finì con il trascinarsi dietro il resto dell'armata francese; la fanteria russo-svedese era troppo spossata per inseguire il nemico dopo la marcia forzata per giungere sul campo di battaglia, ma la cavalleria e l'artiglieria alleata trasformarono il ripiegamento di Ney in una rotta disordinata infliggendo diverse perdite ai francesi.

## Conseguenze
Ney non si aspettava né desiderava una battaglia il 6 settembre a Dennewitz, e finì con il riportare una pesante sconfitta: i francesi accusarono circa 22 000 perdite oltre a lamentare la cattura da parte del nemico di 53 cannoni, quattro bandiere e 412 carri, mentre le perdite alleate (quasi tutte concentrate nel corpo prussiano di Bülow) ammontarono a più di 10 000 uomini; alcune delle migliori formazioni dell'armata di Ney, come la divisione del Württemberg o il corpo sassone di Reynier, uscirono quasi completamente decimate dalla battaglia. Il maresciallo Ney confermò la sua fama di comandante focoso ma tatticamente incapace, e invece di coordinare l'azione dalle retrovie guidò spada in pugno gli attacchi delle sue forze dalla prima linea (il suo aiutante di campo, colonnello Le Clouet, fu preso prigioniero durante una mischia con la cavalleria prussiana); anche il maresciallo Oudinot non brillò per la sua prestazione in battaglia: probabilmente ancora scosso per la sconfitta di Großbeeren e il conseguente cambio al comando dell'armata, il maresciallo arrivò tardi sul campo di battaglia, non prese alcuna iniziativa e si limitò a osservare pedissequamente gli ordini di Ney.
Per il mese successivo alla battaglia di Dennewitz non si combatterono altri scontri di una certa grandezza, mentre entrambe le parti brancolavano nell'indecisione; le forze francesi erano sotto pressione e Napoleone abbandonò quasi tutte le posizioni sulla riva destra dell'Elba, lasciando al loro destino le assediate guarnigioni nelle fortezze sull'Oder e rinunciando definitivamente a qualunque progetto di conquistare Berlino. Mentre Napoleone rimaneva a indugiare in Sassonia, fu Blücher a rimettere in moto l'azione: il 3 ottobre la sua armata forzò il corso dell'Elba e sconfisse il corpo d'armata del generale Bertrand nella battaglia di Wartenburg, ricongiungendosi il giorno seguente con l'Armata del Nord del principe Carlo Giovanni che si era portata a sua volta sulla riva sinistra dell'Elba. Con tutte e tre le armate alleate schierate dalla stessa parte dell'Elba i coalizzati iniziarono a convergere in massa sulla posizione di Napoleone, fino a giungere allo scontro decisivo a Lipsia il 16 ottobre seguente.